# پروانه دم بالگرد

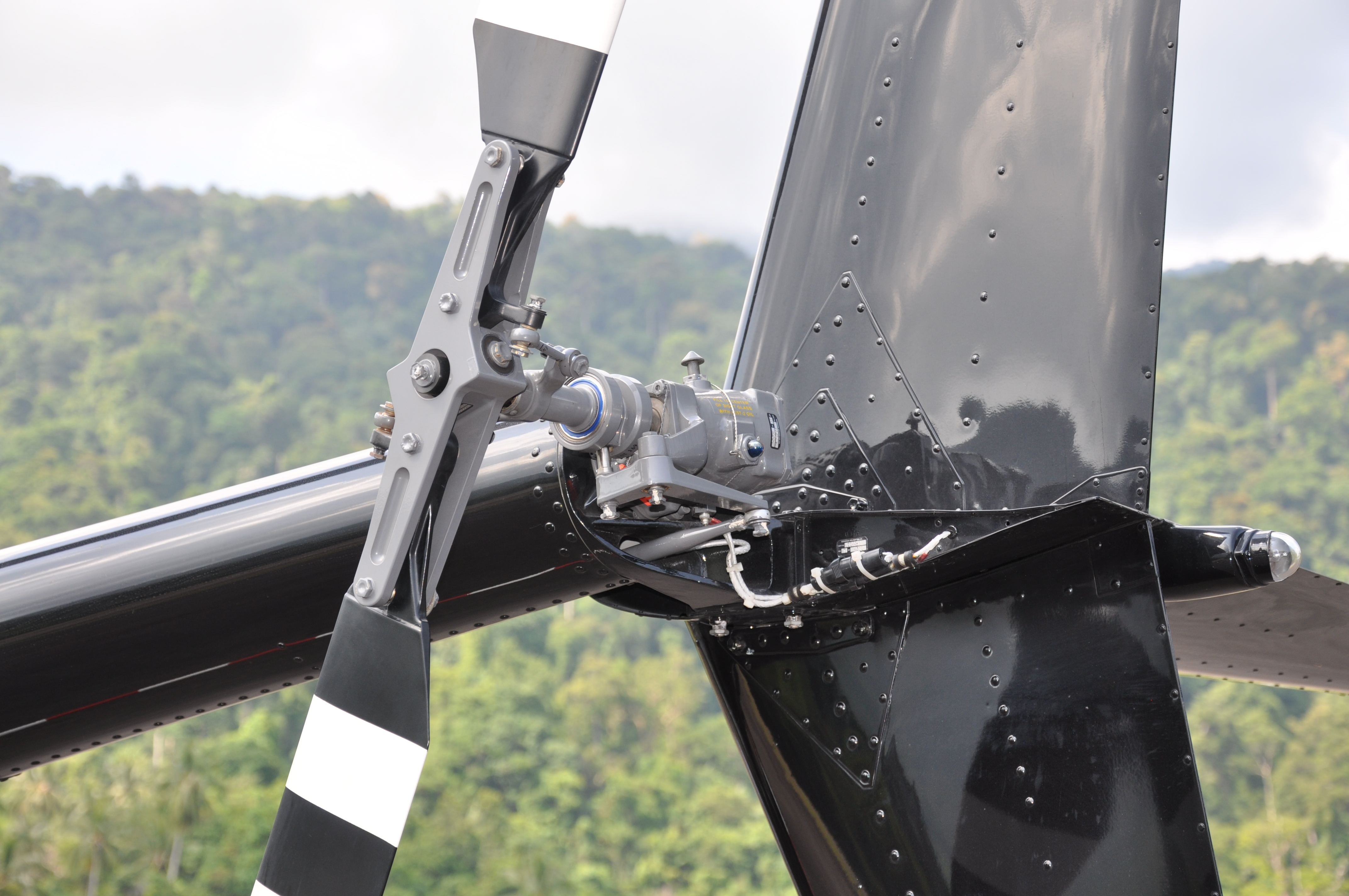
پروانه دم رابینسون آر-۴۴

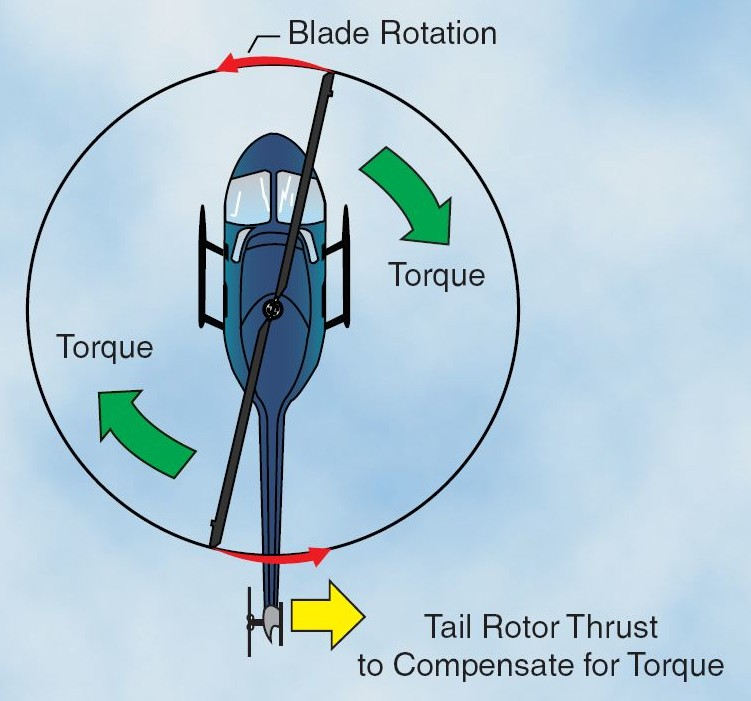
تأثیر پروانه دم بالگرد در خنثی‌کردن گشتاور عکس‌العمل وارده به بالگرد

پروانهٔ دم بالگرد، یک پروانه کوچک‌تر از پروانهٔ اصلی آن است که در انتهای دم آن نصب شده و مانع چرخش بالگرد در خلاف جهت چرخش پروانهٔ اصلی می‌شود.
گشتاور منتقل شده از موتور بالگرد به پروانهٔ اصلی، بر اساس قانون سوم نیوتن سبب می‌شود که گشتاور عکس از پروانه به بدنهٔ بالگرد منتقل شود که تمایل دارد بالگرد را بچرخاند؛ بنابراین، بالگرد باید یک سامانه برای جلوگیری از چرخش بدنه داشته باشد. در بیشتر بالگردها، این کار توسط پروانه‌ای بر روی دم آنها با زاویه حمله متغیر انجام می‌گیرد. این پروانه که با یک نسبت تبدیل ثابت توسط پروانه اصلی می‌چرخد، نیروی رانشی در صفحه افقی و در خلاف جهت گشتاور عکس‌العمل ایجاد می‌کند. حدود ۵ تا ۳۰ درصد از توان موتور (بسته به اندازه و طراحی بالگرد) صرف چرخاندن پروانهٔ دم بالگردها می‌شود. به‌طور کلی، یک بالگرد بزرگ‌تر بخش بیشتری از توان خود را صرف چرخاندن پروانهٔ دم می‌کند.